# جورج س. ليندسي
جورج س. ليندسي (بالإنجليزية: George C. Lindsay)‏ هو موسيقي وملحن أمريكي، ولد في 1855، وتوفي في 1945.